# Melissa Jones
Melissa Jones (* 10. Oktober 1982 in Hinton, Alberta) ist eine ehemalige kanadische Naturbahnrodlerin. Sie bestritt in vier Saisonen insgesamt elf Weltcuprennen und erzielte dabei als beste Resultate einen neunten sowie vier elfte Plätze. In den drei Weltmeisterschaften, an denen sie teilnahm, fuhr sie zweimal unter die schnellsten 15.

## Karriere
Melissa Jones nahm von 2003 bis 2007 an internationalen Wettkämpfen teil. Nachdem vor ihr bereits mehrere Kanadierinnen im Weltcup gestartet waren und an Weltmeisterschaften teilgenommen hatten, war Jones in ihrer aktiven Zeit die einzige Kanadierin bei internationalen Rennen und sie ist auch die bisher Letzte, die an Weltcuprennen oder Weltmeisterschaften teilnahm. Ihr internationales Debüt gab Jones am 30. Januar 2003, als sie in Kindberg ihr erstes Weltcuprennen bestritt und auf den elften Platz fuhr. Eine Woche später startete sie bei der Weltmeisterschaft 2003 in Železniki, wo sie unter 20 gewerteten Damen den 16. Platz belegte. Mit dem 14. Platz beim Weltcupfinale in Olang erreichte sie in der Saison 2002/2003 den 18. Gesamtrang von insgesamt 26 Rodlerinnen, die in diesem Winter Weltcuppunkte gewannen. Ihr bestes Weltcupresultat erzielte Jones im zweiten Rennen der folgenden Saison, als sie am 6. Januar 2004 in Grande Prairie im ersten jemals in ihrem Heimatland Kanada ausgetragenen Weltcuprennen den neunten Platz belegte. Allerdings war sie damit zugleich auch Letzte, denn das Starterfeld war mit zehn Rodlerinnen – von denen neun in die Wertung kamen – relativ klein. Im weiteren Saisonverlauf fuhr Jones noch dreimal unter die besten 15. Sie war in keinem Rennen mehr Letzte und erreichte beim Saisonfinale in Aurach als Elfte von 19 Starterinnen noch eine gute Platzierung im Mittelfeld. Im Gesamtweltcup erreichte sie damit Platz 13 und zugleich ihr persönlich bestes Gesamtergebnis. Im Februar 2004 nahm die Kanadierin auch an der Europameisterschaft in Hüttau teil, wo sie den 20. Platz von 26 Starterinnen erzielte.
In der Saison 2004/2005 nahm Melissa Jones – ebenso wie die kanadischen Herren – nur an den drei Weltcuprennen in Oberperfuss und Latzfons teil. Sie kam jedoch in keinem Rennen über den drittletzten Platz hinaus und wurde 18. im Gesamtweltcup. Bei der Weltmeisterschaft 2005 in Latsch ließ sie als 14. zumindest fünf Konkurrentinnen hinter sich. Sie startete bei der WM gemeinsam mit ihrem Teamkollegen Kaj Johnson sowie dem bulgarischen Doppelsitzer Galabin Bozew und Slatomir Sdrawkow auch im Mannschaftswettbewerb, wo das kanadisch-bulgarische Team aber nur den zehnten und letzten Platz belegte. In ihrer vierten und letzten Weltcupsaison 2005/2006 nahm Jones nur an den beiden Rennen in Grande Prairie teil. Mit zwei elften Plätzen war sie in ihrer Heimat allerdings wie schon vor zwei Jahren wieder nur Letzte. Im Gesamtweltcup bedeutete dies erneut den 18. Platz; insgesamt hatten 22 Rodlerinnen in diesem Winter Weltcuppunkte gewonnen. Im nächsten Jahr bestritt Jones zwar keine Weltcuprennen mehr, doch sie nahm noch an der Weltmeisterschaft 2007 teil, die in Grande Prairie ausgetragen wurde und die erste in Kanada und gleichzeitig die erste außerhalb Europas war. Doch auch diesmal hatte sie auf dieser Strecke kein Glück und kam mit großem Rückstand nur auf den elften und letzten Platz, der dennoch ihr persönliches Bestergebnis bei internationalen Meisterschaften darstellte.

## Sportliche Erfolge

### Weltmeisterschaften
- Železniki 2003: 16. Einsitzer
- Latsch 2005: 14. Einsitzer, 10. Mannschaft
- Grande Prairie 2007: 11. Einsitzer

### Europameisterschaften
- Hüttau 2004: 20. Einsitzer

### Weltcup
- Viermal unter den besten 20 im Gesamtweltcup
- Eine Top-10-Platzierung in Weltcuprennen